# Pàmfia
Pàmfia en llatí Pamphia, en grec antic Παμφία) era una ciutat d'Etòlia.
Estava situada a la via que unia Metapa i Terme, a uns 30 estadis de cadascuna. L'any 218 aC Filip V de Macedònia la va incendiar, quan, segons Polibi, va organitzar la primera invasió a Etòlia i va anar a conquerir Terme. Després de passar per Metapa, va cremar la ciutat de Pàmfia.